# Purple Eve
Purple Eve (Пёрпл Ив) — московская рок-группа. Основана в Москве в апреле 2008 года на руинах постапокалиптического трио BlueZubiki Inc шведской студенткой-славянисткой Аве Яссен и Яной Яно. Purple Eve прославились своими необычными голосами и эксцентричным поведением как на сцене, так и вне её. Их музыка представляет собой смесь романса, панка, фолк-рока и психоделик-рока, польки и др. Сами девушки свой стиль называют «эээ».

## История
Основательницы группы Яна Яно и Аве Яссен встретились в 2004 году. Познакомились девушки в школе моделей, точнее, на её задворках, когда были изгнаны за отказ сниматься в шубах. Позже они поступили в один институт, а в апреле 2008 года организовали группу, творчество которой стало строго ориентировано на написание и исполнение песен. Название Purple Eve пришло от английского «purple» — фиолетовый, сумасшедший (сленг.) и Eve — канун, Ева. То есть название можно перевести как «Сумасшедшая Ева» или «Канун сумасшествия».
Первый альбом группы был выпущен уже в мае 2008 и назывался Natividad. Многим понравился трогательный сырой Lo-Fi с романтическим настроем и расстроенной же гитарой. Девушки говорят, что это придавало их мелодиям некий трагизм. Интересно, что песни написаны не только на русском и английском языках, но также на придуманных авторами диалектах.
Первый концерт группы состоялся в клубе «Джэм Сэйшн», после чего девушки и приглашенная ритм-секция начали играть в небольших, но уже более популярных клубах.
В сентябре 2008 на домашней студии Аве и Яна записали вторую пластинкуLillyth’s Box. Название и концепцию в интервью журналу «Бумеранг» группа объяснила так: «Мы оказались в параллельном мире. В нём не было людей, только горы, на вершинах которых мы стояли, и пустые дома, в которых мы бродили, и подземелья, в которые мы спустились, давясь землёй и пытаясь добраться до центра планеты». Кипение лавы, хрипение призраков, дыхание гор, бесконечное одиночество заброшенных домов — всё это действительно есть на новом альбоме. Связь лирической героини альбома с Лилит из еврейской мифологии Purple Eve не подтверждают, но и не отрицают, отвечая так: «Возможно, это её дальняя родственница, а может — отражение в зеркале»
Пластинка была с интересом встречена поклонниками, но по-настоящему её смогли оценить только в Европе.
Яна считает, что этот альбом наиболее полно выражает то, чем является Purple Eve.
Вплоть до зимы группа вела активную концертную деятельность, пока не села в студию Radical Scope Records — записывать профессиональный EP. В феврале 2009 года Purple Eve представили публике EP SadoMazo. Релиз понравился многим печатным и онлайн-изданиям: «Это новые Purple Eve, непохожие на самих себя же в прошлом. Если раньше они были странными и непонятными, то теперь можно смело говорить о том, что такая музыка может прийтись по вкусу очень широкому кругу слушателей» 
Композиция «Easy Way Out» (музыкальный ответ группе BRMC) в числе треков 17-ти самых интересных молодых коллективов представляла Россию на ежегодной музыкальной выставке Midem 2009 и вышла на одноимённом диске-приложении к журналу Billboard. На счету группы публикации в журналах Афиша, Billboard, Rolling Stone, профессор кафедры Славянских языков и литературы Калифорнийского университета и главный редактор портала FarFromMoscow Дэвид Макфадьен не раз посвящал группе свои очерки  (недоступная ссылка).
В апреле 2009 прямо перед записью нового альбома группу покинул лид-гитарист и Purple Eve были вынуждены отложить релиз на неопределенное время. Через несколько недель к ним присоединился трубач и группа заиграла по-новому. После совместного концерта с питерской группой Iky Que в рамках мероприятия Ночь в музее нашёлся новый лид-гитарист. Именно в таком составе Purple Eve сели записывать новый альбом,«NuEve», который вышел в августе 2010 года.
Альбом «NuEve» состоит из 9 композиций, записанных на студии проекта «Роклаб» и Radical Scope Records. К этому времени группа насчитывает 6 человек и активно концертирует по клубам Москвы. В начале 2011 года из коллектива уходит бас-гитарист Евгений Зверев, но уже в марте его место занимает швейцарец Никитас Фон Руттен.
25 июня 2011 Purple Eve выпустили электронную пластинку «Submersus», записанную в домашних условиях. Мрачные сказки об утопленниках, отповеди самоубийц за мгновение до шага в бездну, религиозные аллюзии и парочка треков о любви — Purple Eve отложили в сторону гитары, решив показать себя в принципиально новом жанре. Год назад «Афиша» определила их стиль, как «готичный поп-рок». На данный момент поп и рок ушли на второй план, позволив группе трансформировать свой стиль в готичный эмбиент.
В октябре 2011 года чешский лейбл Melodica официально выпустил EP «Submersus». Электронную версию пластинки можно скачать на официальном сайте лейбла.
9 января 2012 Purple Eve выпускают новый EP под названием «Para Ustedes». Он состоит из 6-ти треков и официально распространяется через интернет лейблом Ulysse Records. На физическом носителе EP выйдет в начале 2012 года.
6 февраля 2013 года музыкантами была организована краудфандинг кампания по сбору средств для записи первого за три года полноразмерного альбома. Дата релиза, как и название альбома, пока держится в тайне.
14 марта 2016 года на официальной странице Purple Eve Вконтакте было объявлено о закрытии и распаде группы.

«Друзья, мы вынуждены сообщить, что группа Purple Eve завершила свою музыкальную деятельность.
Восемь лет мы репетировали, выступали и писали для того, чтобы чувствовать себя счастливыми и делать счастливыми вас.
Мы гордимся тем, что продержались так долго, но это не было бы возможным без вашей поддержки.
Спасибо вам за любовь и доверие!
Purple Eve, 2016
RIP». — https://vk.com/purple_eve?w=wall-5065452_2301

## Дискография

### Альбомы
- 2008, май — Natividad (DIY)
- 2008, сентябрь — Lillyth's Box (DIY)
- 2009, февраль — SadoMazo (EP, Radical Scope Records)
- 2010, август — NuEve (Rock Geroy, Radical Scope Records)
- 2011, июнь — Submersus (DIY)
- 2012, 9 января — Para Ustedes (EP, Airson Records)
- 2014, 14 октября — Octopus

### Синглы
- 2008 — «My Friend» (DIY)
- 2009 — «Easy Way Out» (Radical Scope Records)
- 2009 — «Dying On The Paper» (Radical Scope Records)
- 2009 — «SadoMazo» (Radical Scope Records)
- 2010 — «Mother Nature» (Rock Geroy, Radical Scope Records)
- 2010 — «Taranta» (Rock Geroy, Radical Scope Records)
- 2010 — «Shame» (Rock Geroy, Radical Scope Records)
- 2011 — «Sabbath» (DIY)
- 2011 — «Shoot The Sun» (DIY)
- 2011 — «Kill U» (Radical Scope Records)

### Сторонние проекты
- В 2008 году Purple Eve записали саундтрек к мультфильму о женской панк-группе, в 2009 — участвовали в записи звуковой дорожки некоммерческого кино, снимали фильмы и устраивали театральные шоу. В мае 2009 выступали с проектом Snowflake Fake дуэтом с Little G и совместно с питерской командой Iky Que исполняли композицию на фестивале «ночь в музее».
- Композиции с альбома «NuEve» и EP «SadoMazo» звучат в фильмах режиссёра Андрея Исканова.
- Композиция «Forest» с альбома «Para Ustedes», и «Taranta» с «NuEve» звучат в фильме «Вдребезги» режиссёра Романа Каримова.

## Участники группы
- Яна Яновна — вокал, акустическая гитара, перкуссия
- Аве Яссен — ритм-гитара, бэк-вокал, вокал, музыкальный треугольник
- Константин Божко — ударные, перкуссия
- Евгений Зверев — бас-гитара
- Марат Рузметов — труба
- Алексей Ромашов — лид-гитара (до 2014 г.)
- Сергей Бокарев — гитара (с 2014 г.)